# Sydafrikas Davis Cup-lag
Sydafrikas Davis Cup-lag styrs av sydafrikaiska tennisförbundet och representerar Sydafrika i tennisturneringen Davis Cup, tidigare International Lawn Tennis Challenge. Sydafrika debuterade i sammanhanget 1913. Laget vann turneringen 1974, och spelade i elitdivisionen 1995- 1998.